# Kim Ye-won (attrice 1987)
Kim Ye-won (김예원?, Gim Ye-wonLR), pseudonimo di Kim Shin-ah (김신아?, Gim Sin-aLR; Corea del Sud, 11 dicembre 1987), è un'attrice e cantante sudcoreana.

## Filmografia

### Cinema
- Garujigi (가루지기), regia di Shin Han-sol (2008)
- Sunny (써니), regia di Kang Hyeong-cheol (2011)
- Museo-un i-yagi (무서운 이야기), regia di Kim Gok e Kim Sun (2012)
- Museo-un i-yagi 2 (무서운 이야기2), regia di Jung Bum-sik (2013) – cameo
- Tacchi alti (하이힐?, Hai hilLR), regia di Jang Jin (2014)
- Doeorak, regia di Lee Kwon (2018)

### Televisione
- Jeonsor-ui gohyang (전설의고향?) – serie TV, episodio 1 (2009)
- Byulsungeom (별순검?) – serie TV, episodio 3x01 (2010)
- Romance Town (로맨스 타운?) – serie TV (2011)
- Kkonminam ramyeongage (꽃미남 라면가게?) – serie TV (2011)
- Propose daejakjeon (프러포즈 대작전?) – serie TV (2012)
- Romanseuga pir-yohae 2012 (로맨스가 필요해 2012?) – serie TV (2012)
- Sesang eodi-edo eobnneun chakhan namja (세상 어디에도 없는 착한 남자?) – serie TV (2012)
- Art (아트?) – film TV (2012)
- Nae anae Natalie-ui cheotsarang (내 아내 네이트리의 첫사랑?) – film TV (2012)
- Geum na-wara, ddukddak! (금 나와라, 뚝딱!?) – serie TV (2013)
- Who Are You (후아유?) – serie TV (2013)
- Yeppeun namja (예쁜남자?) – serie TV (2013)
- Bulkkot sog-euro (불꽃 속으로?) – serie TV (2014)
- Sarangman hallae (사랑만 할래?) – serie TV (2014)
- Jiltu-ui hwasin (질투의 화신?) – serie TV (2016)
- Nae-il geudae-wa (내일 그대와?) – serie TV (2017)
- Susanghan partner (수상한 파트너?, Susanghan pateuneoLR) - serie TV (2017)
- Byeonhyeog-ui sarang (변혁의 사랑?) – serie TV (2017)
- Park daeri-ui eunmilhan sasaenghwal (박대리의 은밀한 사생활?, Bak daeri-ui eunmilhan sasaenghwalLR) – film TV (2017)
- Rich Man (리치맨?, Richi maenLR) – serie TV (2018)
- Eurachacha Waikiki (으라차차 와이키키?) – serie TV (2019)
- Chiamalo amore (사랑이라 말해요?, Sarang-ira mlhae-yoLR) – serie TV (2023)

## Teatro
- Bicheoreom eum-akcheoreom (비처럼 음악처럼) (2010)
- December (2013)
- Gung (궁) (2014)
- All Shook Up (올 슉업) (2014)

## Videografia
- 2009 – Women Are Just Like That, videoclip del brano di Kim Dong-hee

## Discografia

### Colonne sonore (come Kim Shin-ah)
- 2008 – Bird (1724 gibang nandong sageon)
- 2010 – Dahlia of Sadness (Bicheoreom eum-akcheoreom)
- 2010 – Though You're a Nice Person (Gongbu-ui sin)
- 2011 – That Coalition (Sin gisaeng dyeon)
- 2011 – What a Fool (Manny)
- 2012 – I Swear (Propose daejakjeon)